# Nibelungentreue
Il termine Nibelungentreue, traducibile in italiano come "lealtà nibelungica", esprime il concetto di lealtà assoluta, incondizionata, indiscutibile e potenzialmente disastrosa per se stessi verso una causa o una persona.

## Etimologia
Il significato del termine deriva da un'epica medievale: nella seconda parte della Canzone dei Nibelunghi (Nibelungenlied), i re di Borgogna (Gunther, Gernot e Giselher) si rifiutano di consegnare a Crimilde il loro fedele vassallo Hagen di Tronje, colpevole di aver assassinato il marito di Crimilde, Sigfrido. Ciò porterà alla completa distruzione dei Nibelunghi.

## Storia

### Germania imperiale

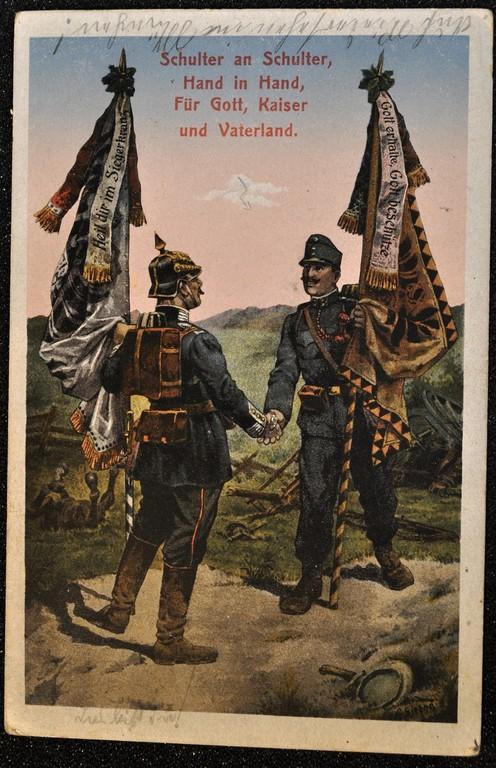
Cartolina di un soldato austriaco e tedesco della prima guerra mondiale con il testo "Spalla a spalla, mano nella mano, per Dio, l'Imperatore e la Patria".

Il termine Nibelungentreue fu coniato dal cancelliere Bernhard von Bülow nel suo discorso al Reichstag del 29 marzo 1909. Parlando della crisi bosniaca, von Bülow invocò l'assoluta lealtà tra l'Impero tedesco e l'Austria-Ungheria alla loro Alleanza del 1879 contro la minaccia dell'Intesa cordiale:
(Bernhard von Bülow, 29 marzo 1909)

### Germania nazista
Il termine Nibelungentreue divenne popolare durante il Terzo Reich: secondo Hitler, infatti, la lealtà verso lo stato ed il partito doveva essere una pilastro sociale e culturale; Hitler si aspettava che tutti i funzionari dello stato e tutti i soldati dovessero giurare solennemente fedeltà al Reich. Ciò significava che lo stato e l’intero popolo germanico avrebbero dovuto fondersi insieme in un'unica entità (il cosiddetto Volkskörper).

#### Volkskörper
Il concetto di Volkskörper (letteralmente "corpo del popolo" o "corpo nazionale"), rappresenta l'idea di una comunità nazionale vista come un unico organismo vivente, con un'identità omogenea e un destino comune. Durante il nazismo il termine venne usato per giustificare la purezza razziale e l’esclusione di gruppi ritenuti "estranei" o "minacciosi" per l'integrità del popolo tedesco, come ebrei, zingari, disabili e altri. L'idea di Volkskörper serviva quindi a promuovere un'unità basata su sangue e suolo (Blut und Boden), eliminando elementi "estranei" per mantenere la salute "biologica" della nazione.

### Germania postbellica
Successivamente, durante la denazificazione nella Germania dell'Est, e dagli anni 80 anche nella Germania dell'Ovest, il termine Nibelungen fu applicato in senso dispregiativo all'ideologia nazista, soprattutto in relazione al motto della SS, ovvero "Meine Ehre heißt Treue". Utilizzato in questo senso dagli intellettuali marxisti, il termine descrive una fanatica lealtà militare "germanica" associata al fascismo e al militarismo. Franz Fühmann nel 1955 scrisse una poesia intitolata Der Nibelunge Not (traducibile come "la difficile situazione/angoscia dei Nibelunghi", titolo in medio alto tedesco del Nibelungenlied) in cui descrive i Nibelunghi come una "Töterdynastie" germanica ("dinastia di assassini") che portò una maledizione sui loro discendenti. Il termine viene ritrovato a volte anche nella letteratura inglese, quando viene nominata la Germania nazista. Jonathan Steinberg (1934–2021), uno storico e insegnante americano, descrisse il suicidio di Goebbels come "un parossismo di Nibelungentreue".
Sulla base di questa associazione con il nazi-fascismo e il militarismo, il termine ha assunto una connotazione dispregiativa o ironica;  descrivendo qualsiasi lealtà cieca che, secondo l'opinione del parlante, è destinata a portare al disastro; è frequentemente utilizzato nel giornalismo filopalestinese che denuncia l'alleanza tra Stati Uniti d'America o Germania con l'Israele, o in contesti che parlano della coalizione americano-britannica che ha portato all'invasione dell'Iraq del 2003. Talvolta il termine è anche utilizzato ironicamente in contesti non politici come il giornalismo sportivo.